# Max Meier
Max Meier (ur. 25 maja 1926 w Zurychu, zm. 2 października 2016 tamże) – szwajcarski kolarz torowy i szosowy, brązowy medalista mistrzostw świata.

## Kariera
Największy sukces w karierze Max Meier osiągnął w 1961 roku, kiedy zdobył brązowy medal w wyścigu ze startu zatrzymanego zawodowców podczas torowych mistrzostw świata w Amsterdamie. W zawodach tych wyprzedzili go jedynie Karl-Heinz Marsell z RFN oraz Belg Paul Depaepe. Był to jedyny medal wywalczony przez Meiera na międzynarodowej imprezie tej rangi. Ponadto wielokrotnie zdobywał medale torowych mistrzostw Szwajcarii, ale nigdy nie zwyciężył. Nigdy też nie wystąpił na igrzyskach olimpijskich. Startował również w wyścigach szosowych, ale bez większych sukcesów.